# 포드 F-250
포드 F-250은 미국의 자동차 회사인 포드에서 생산하는 초대형 픽업 트럭이다. 1998년에 새로이 출시된 차종이다.

## 설명
포드 F-250은 포드 F-150보다 더 큰 크기를 가진 차종이며 포드 익스커션의 모체가 되는 차종이 된다. 1998년에 처음 출시 이후로 2세대와 3세대의 세대 교체가 이뤄진 차종이 된다. F-250은 주로 험지를 운행하는 도로에서 사용되지만 포드 F-150에 비해 화물칸이 더 넓기 때문에 미국에서는 개인의 생계를 위한 영업용으로 사용하기도 한다. 다만 한 체급 아래인 F-150에 비해서는 경찰차로 사용되지않는데 이는 경찰차로 사용하기엔 지나치게 덩치가 크기 때문이며 그래서 민수용으로만 판매된다.

## 같이 보기
- 포드
- 픽업 트럭